# Центр Стівена Удвара-Газі

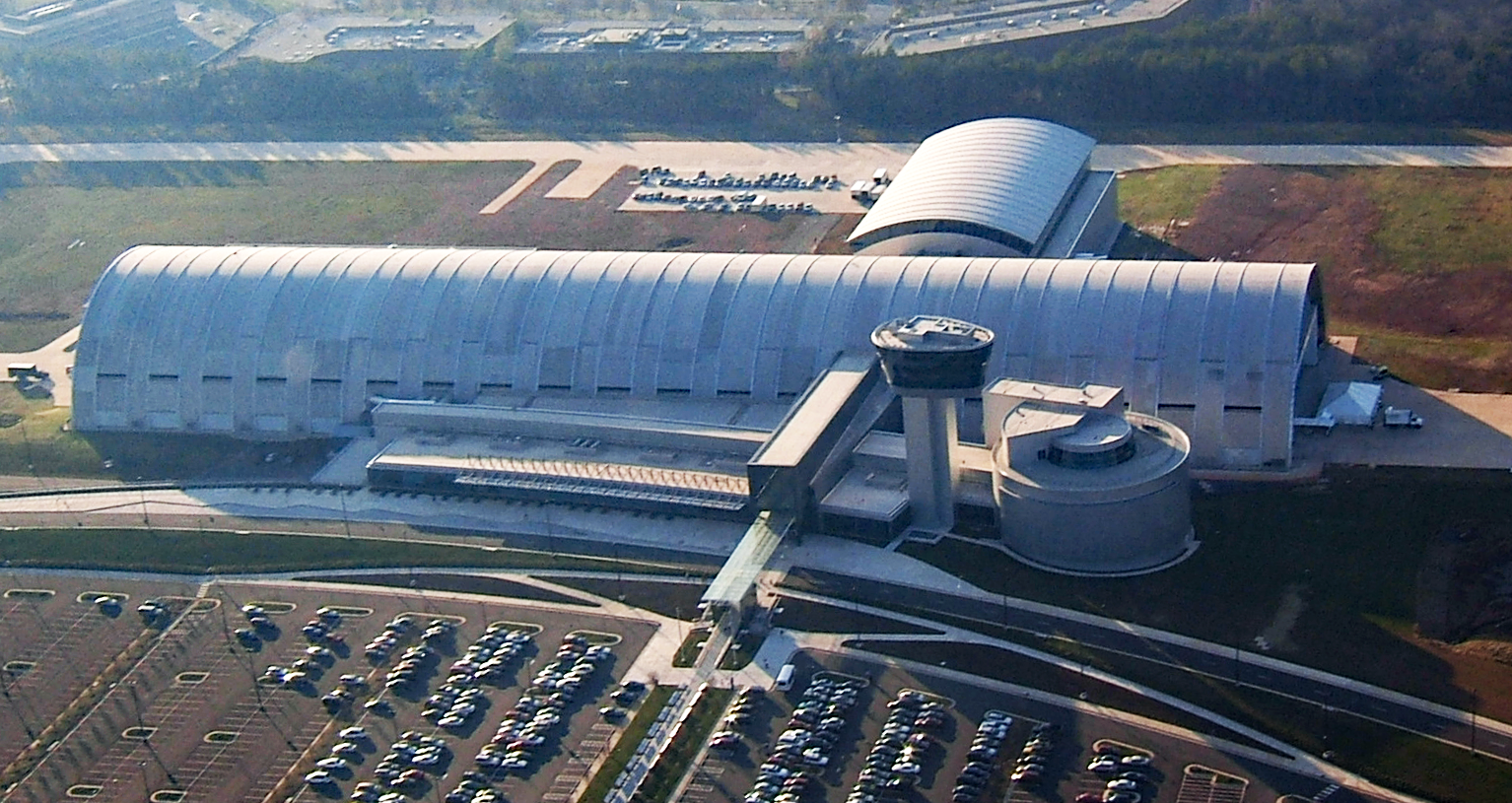
Вид з літака на Центр Стівена Удвара-Газі в аеропорті Даллеса

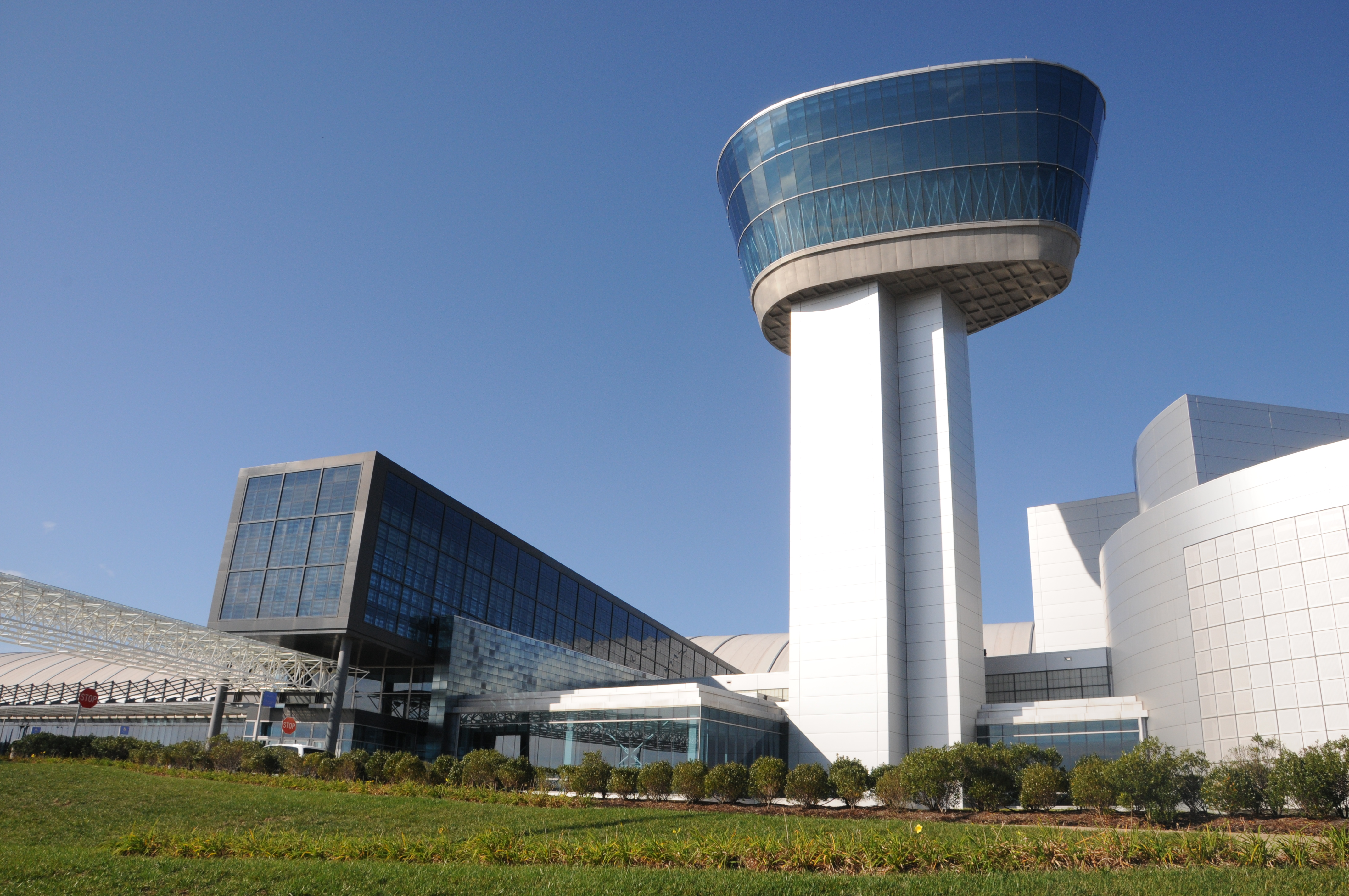
Вхід до Центру

Центр Сті́вена У́двара-Гáзі (англ. The Steven F. Udvar-Hazy Center) — філіал Національного музею авіації і космонавтики США, який є частиною Смітсонівського інституту. Центр розташовано за 40 км від міста Вашингтон в ангарах міжнародного аеропорту ім. Даллеса, штат Вірджинія. Центр названий на честь угорського іммігранта та співзасновника Міжнародної лізингової фінансової корпорації Стівена Удвара-Газі, який у жовтні 1999 року пожертвував Смітсонівському інституту $65 млн. Спорудження центру тривало 15 років.
Поява такого туристичного центру поблизу столиці США була викликана тим, що Національний музей авіації і космонавтики має у своєму розпорядженні набагато більше експонатів, ніж може вміститись у його головній будівлі на Національній алеї у Вашингтоні. Через брак місця більшість музейних літальних апаратів законсервовані й недоступні для відвідувачів і зберігаються на базі Пола Гарбера у Сілвер-Гіллі (штат Меріленд). Проте планується, що Центр Стівена Удвара-Газі буде розширюватись і згодом вмістить усю колекцію.

## Фотогалерея

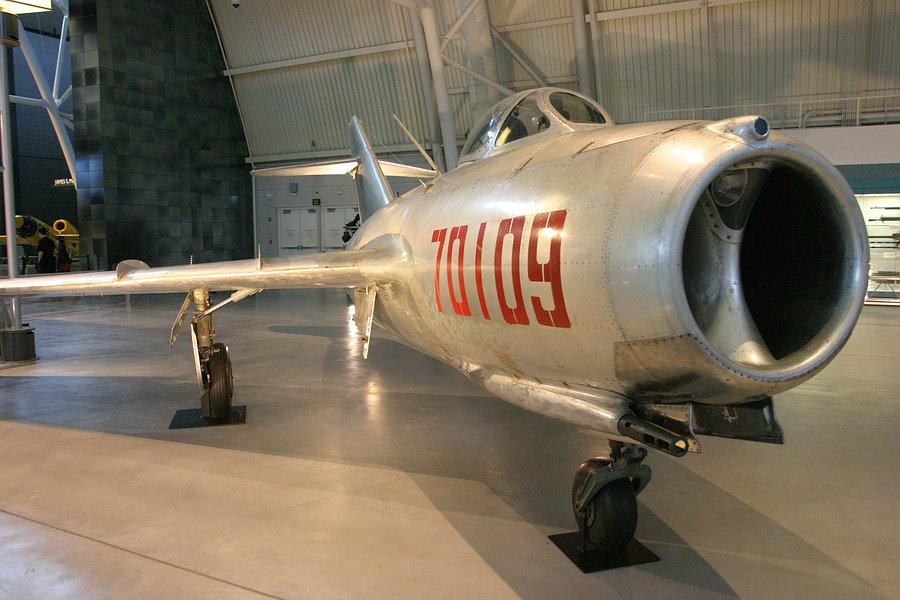
Радянський винищувач «МиГ-15», на якому літав польський перебіжчик Францішек Ярецький.
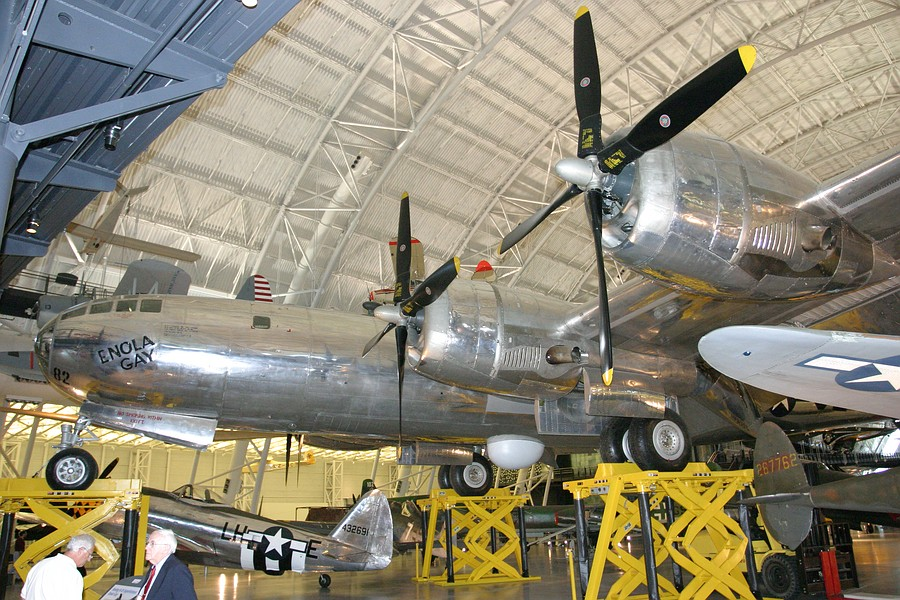
Бомбардувальник «Енола Гей»
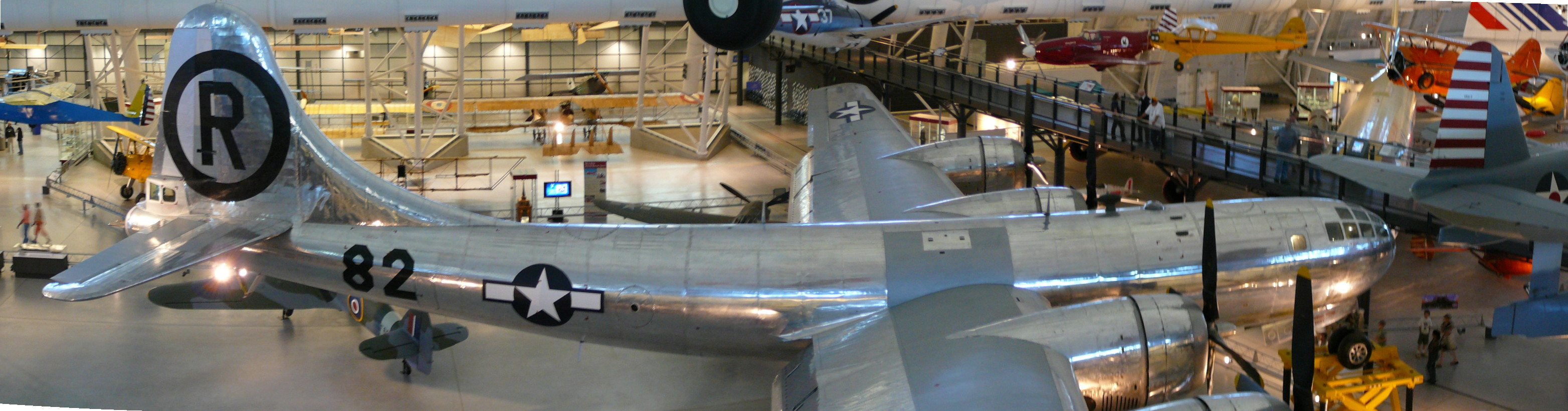
Бомбардувальник «Енола Гей»
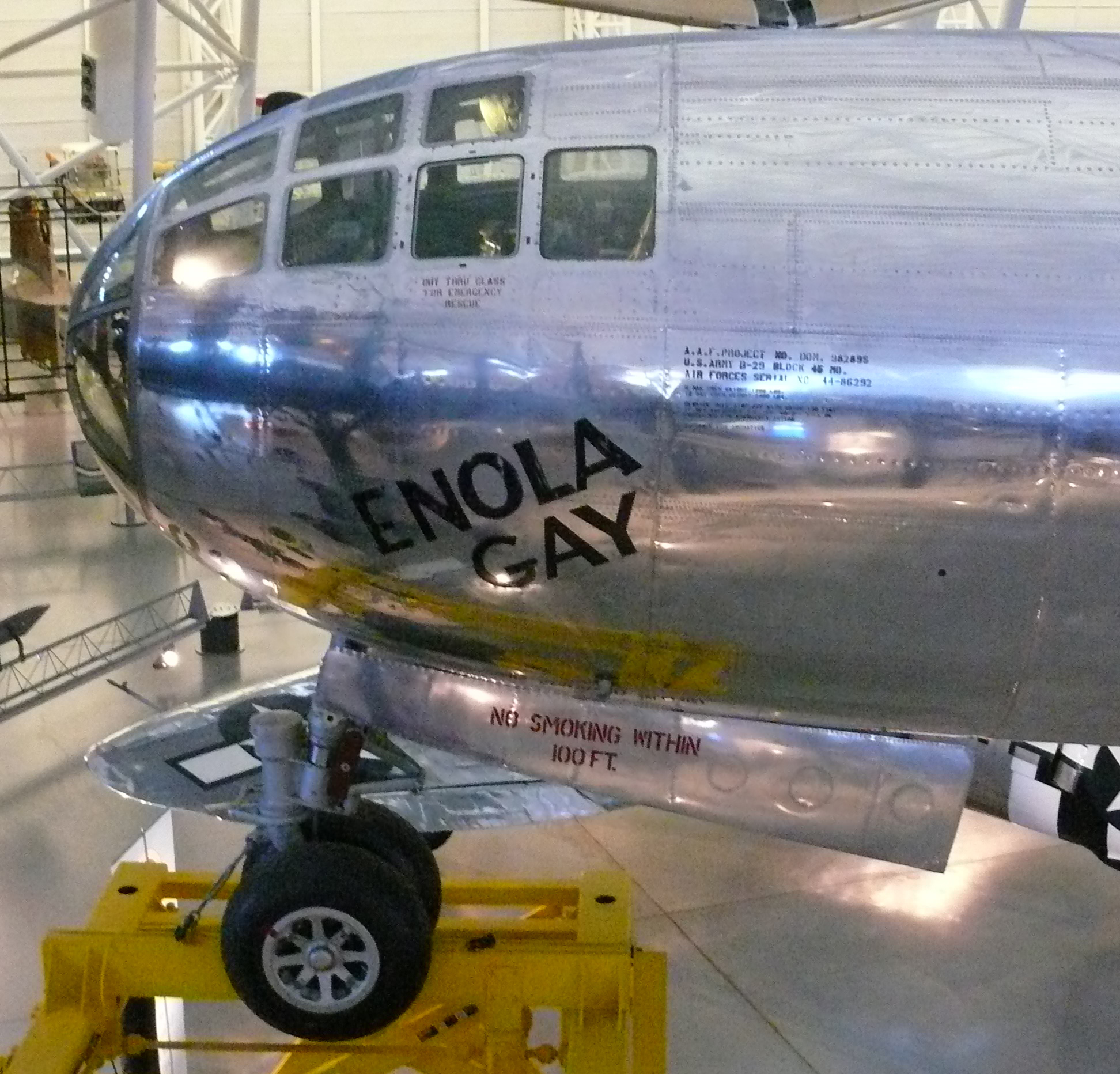
Бомбардувальник «Енола Гей»
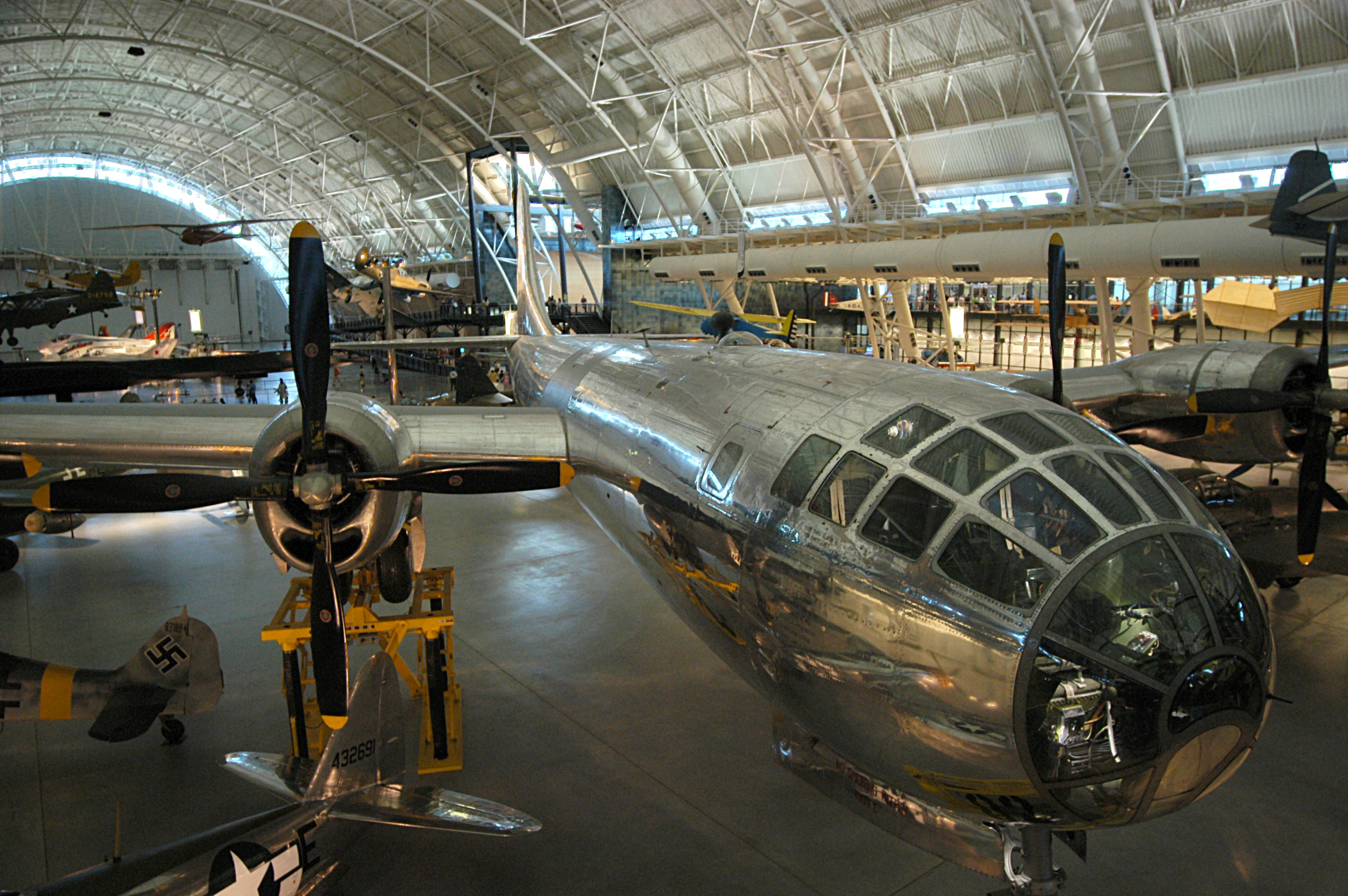
Бомбардувальник «Енола Гей»
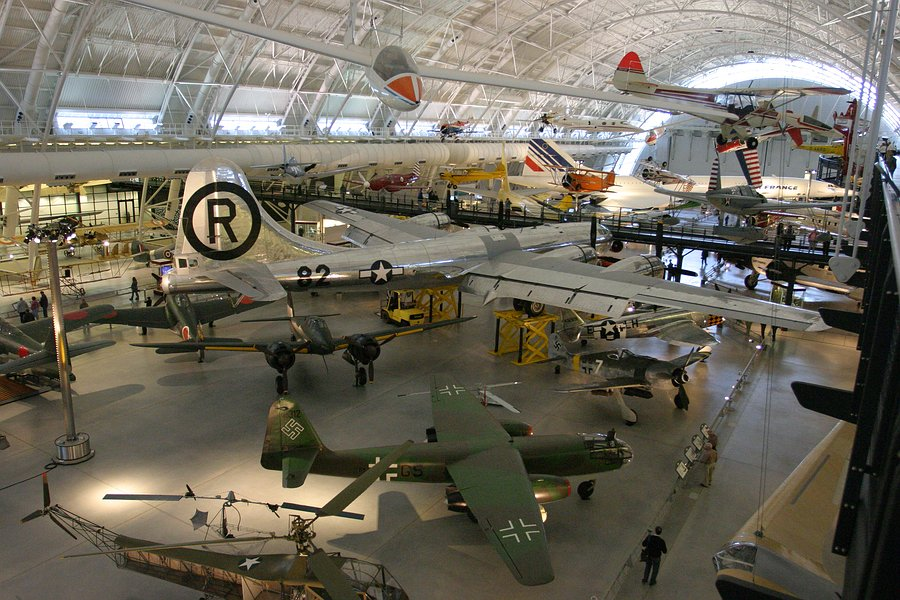
Бомбардувальник «Енола Гей»
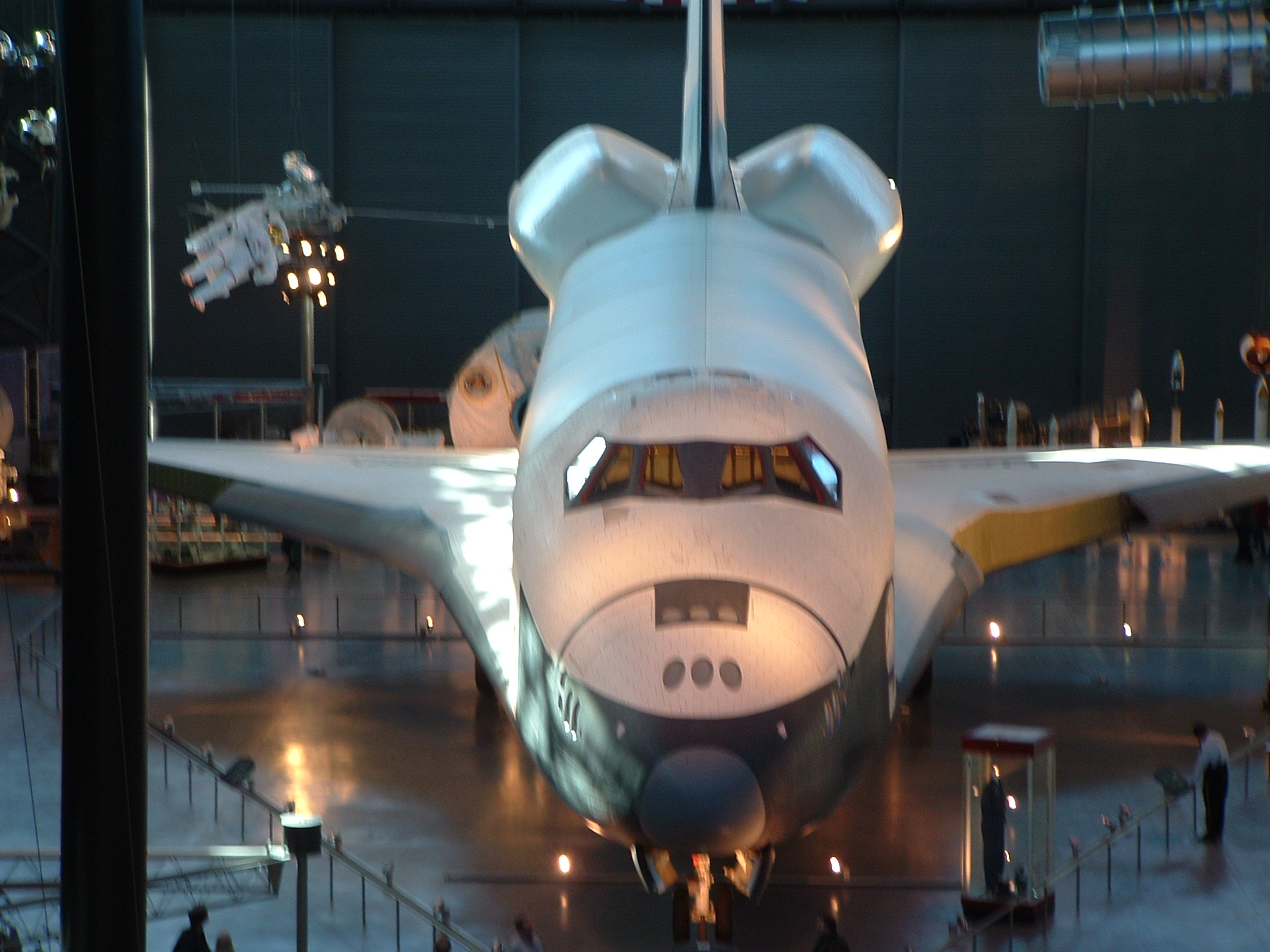
Космічний човник «Ентерпрайз»
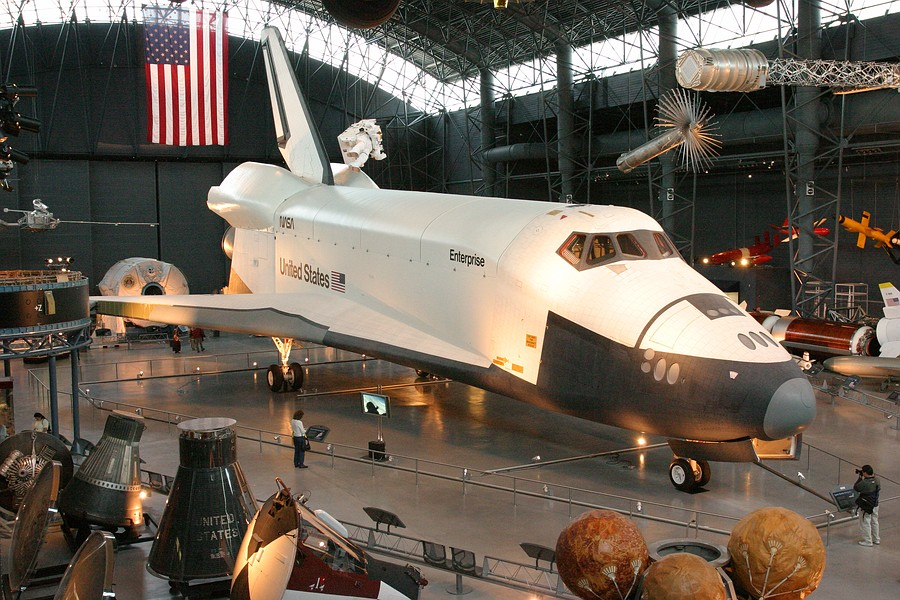
Космічний човник «Ентерпрайз»
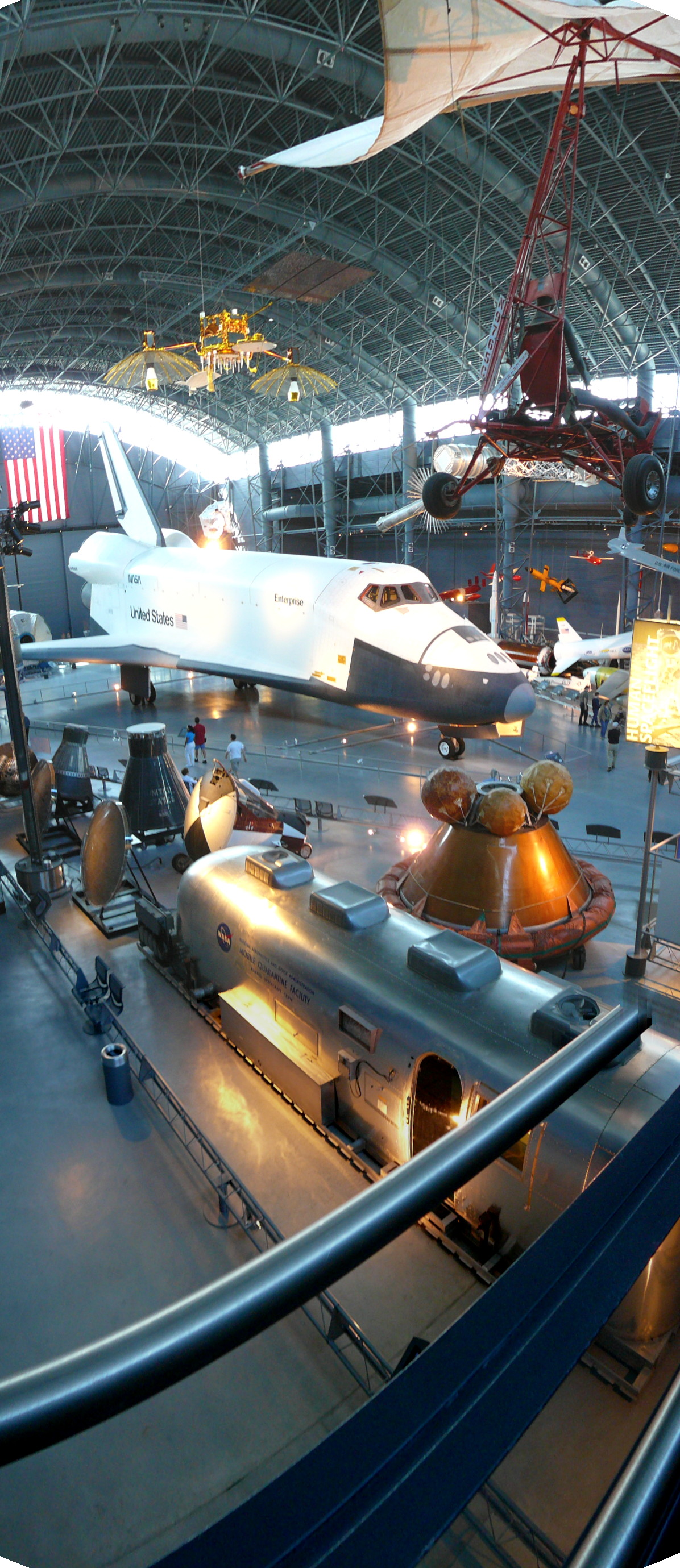
Космічний човник «Ентерпрайз»
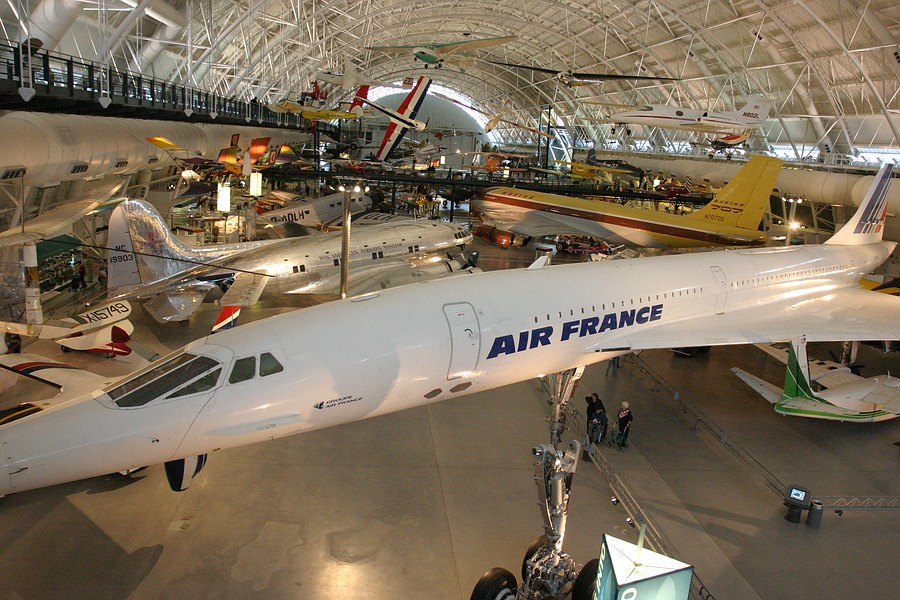
Надзвуковий пасажирський «Конкорд»
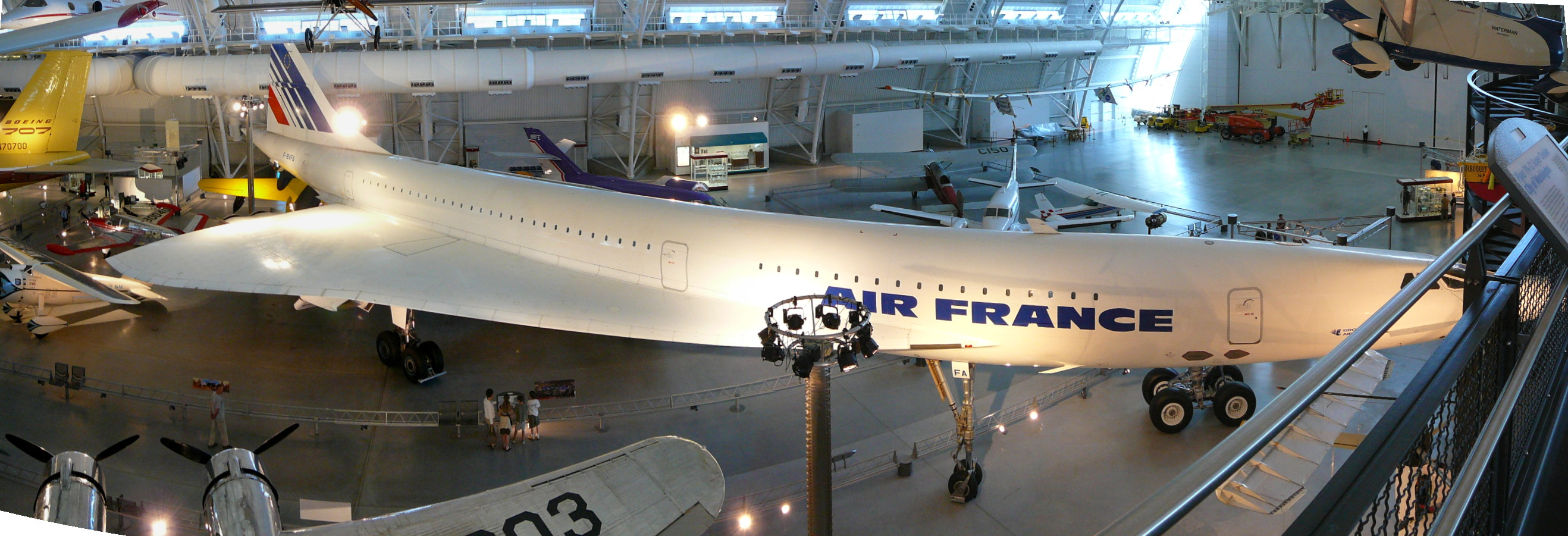
Надзвуковий пасажирський «Конкорд»
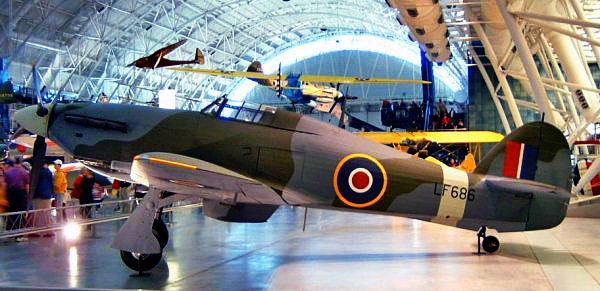
Британський винищувач «Гокер Ураган» (Hawker Hurricane)
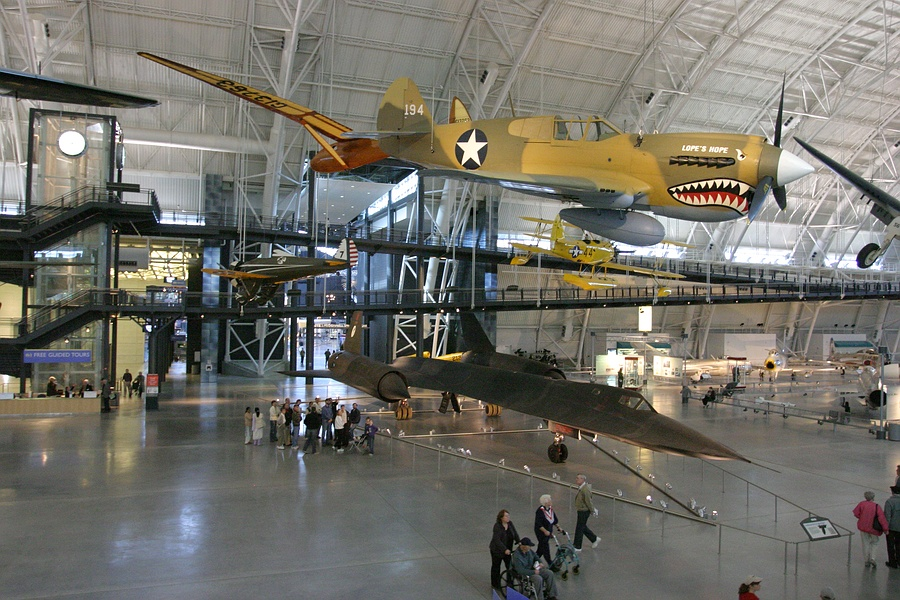
The SR-71 on the ground floor, With a P-40 hanging in foreground, and P-26 hanging in background.
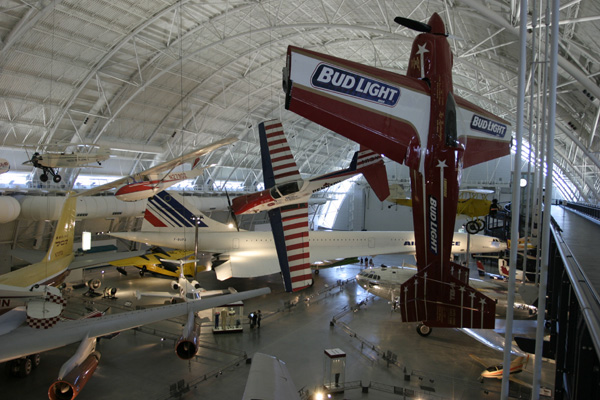
Interior view
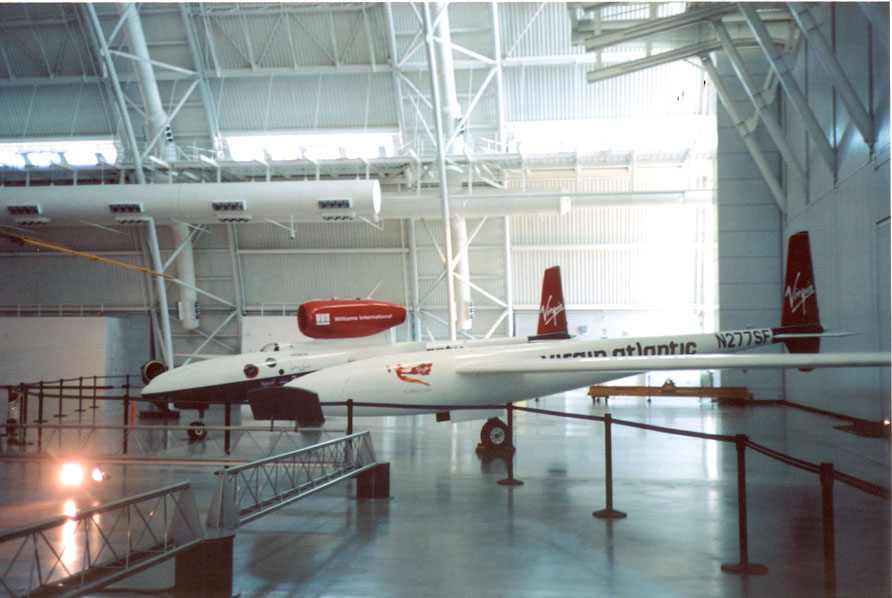
Virgin Atlantic Global Flyer
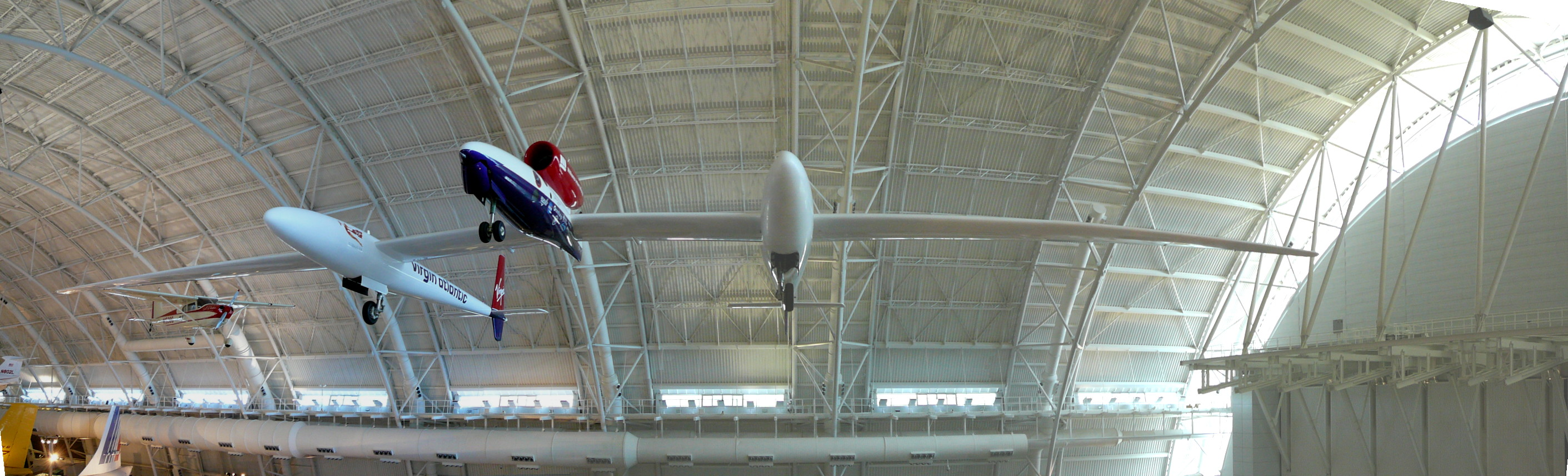
Virgin Atlantic Global Flyer
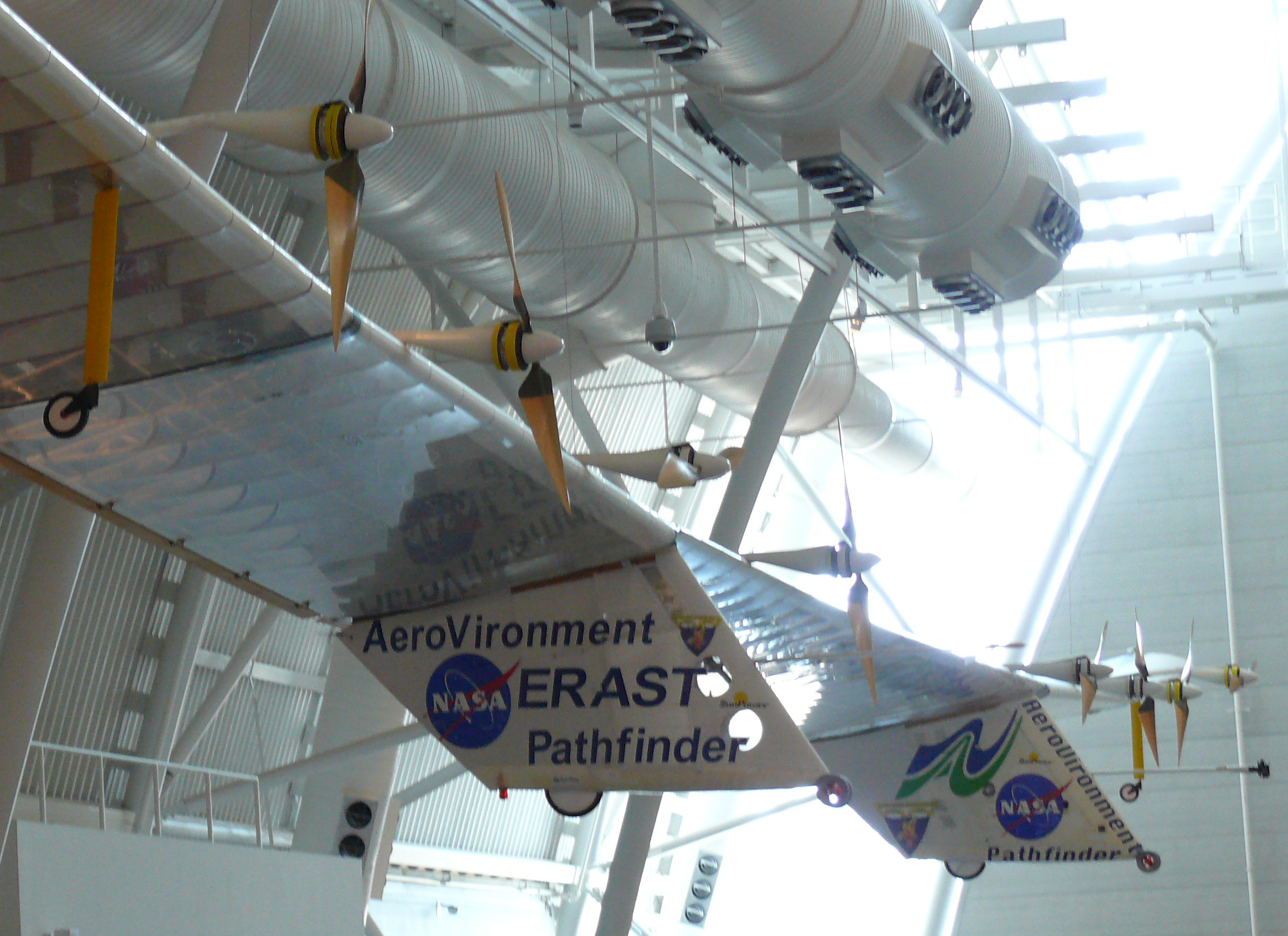
NASA Pathfinder
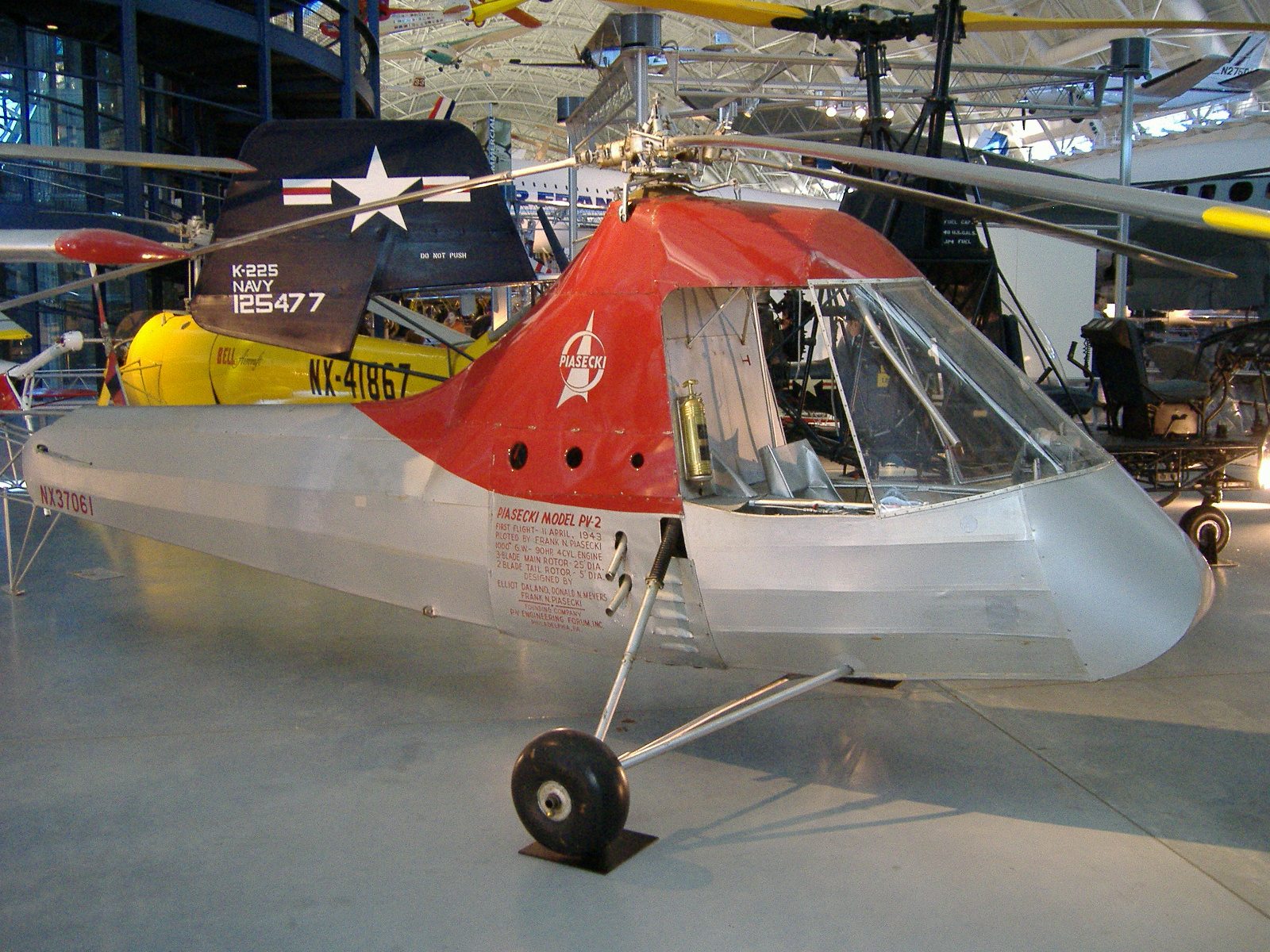
Piasecki PV-2
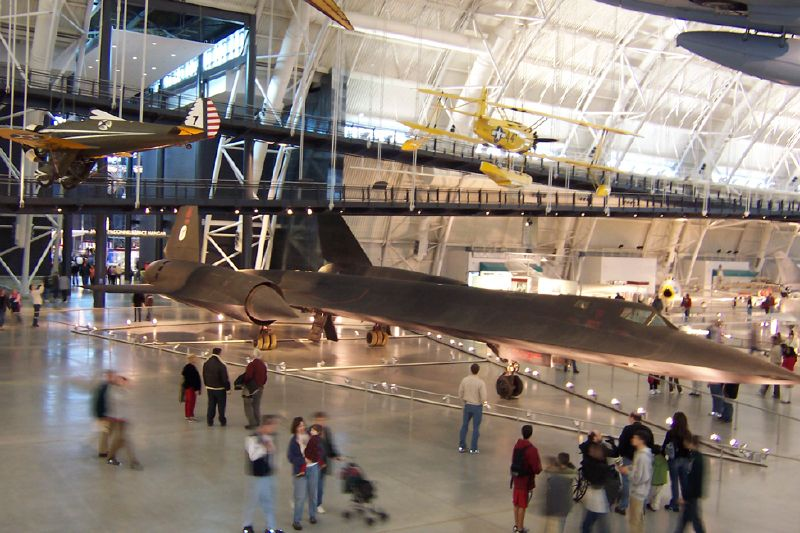
SR-71 Blackbird
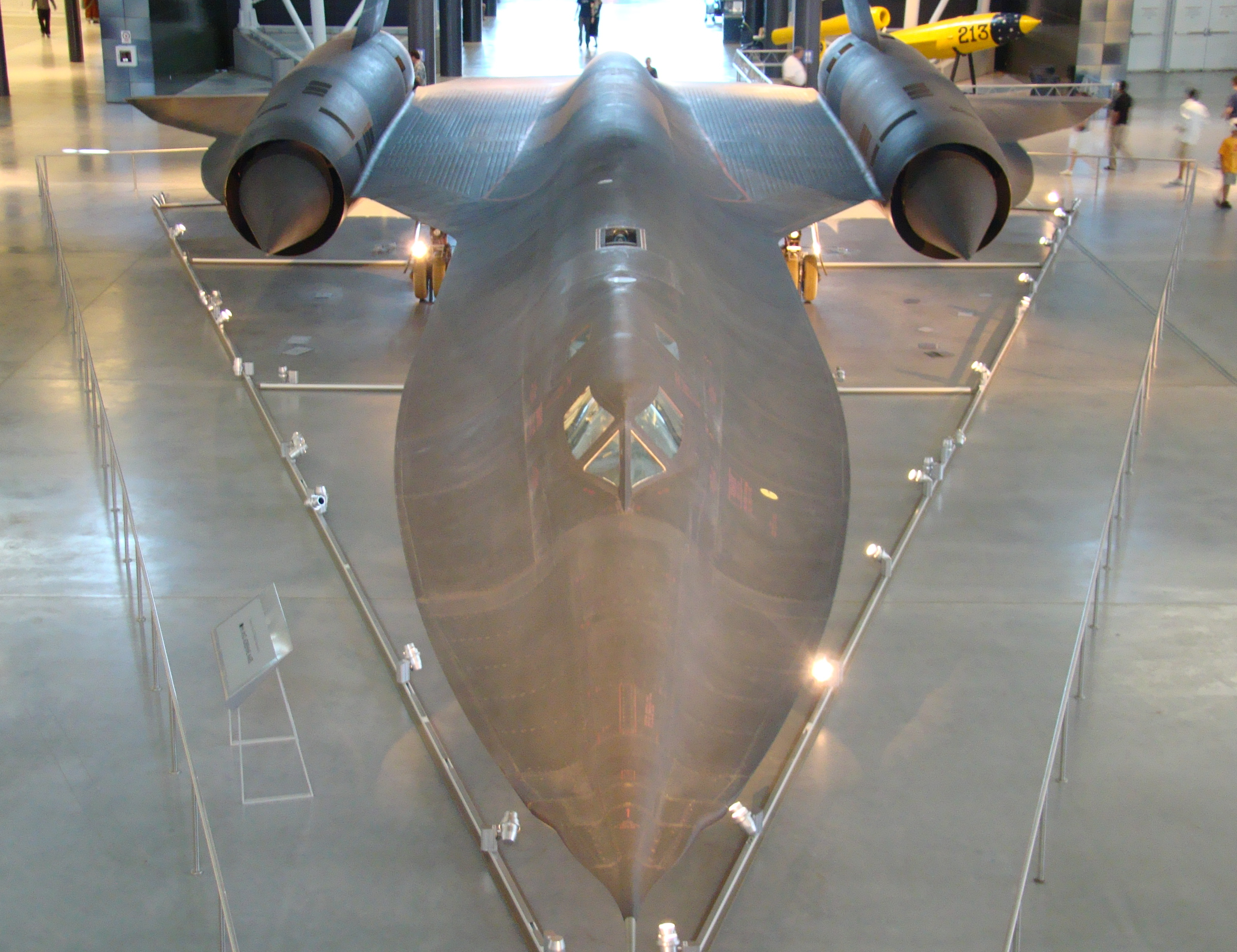
Lockheed SR-71 Blackbird
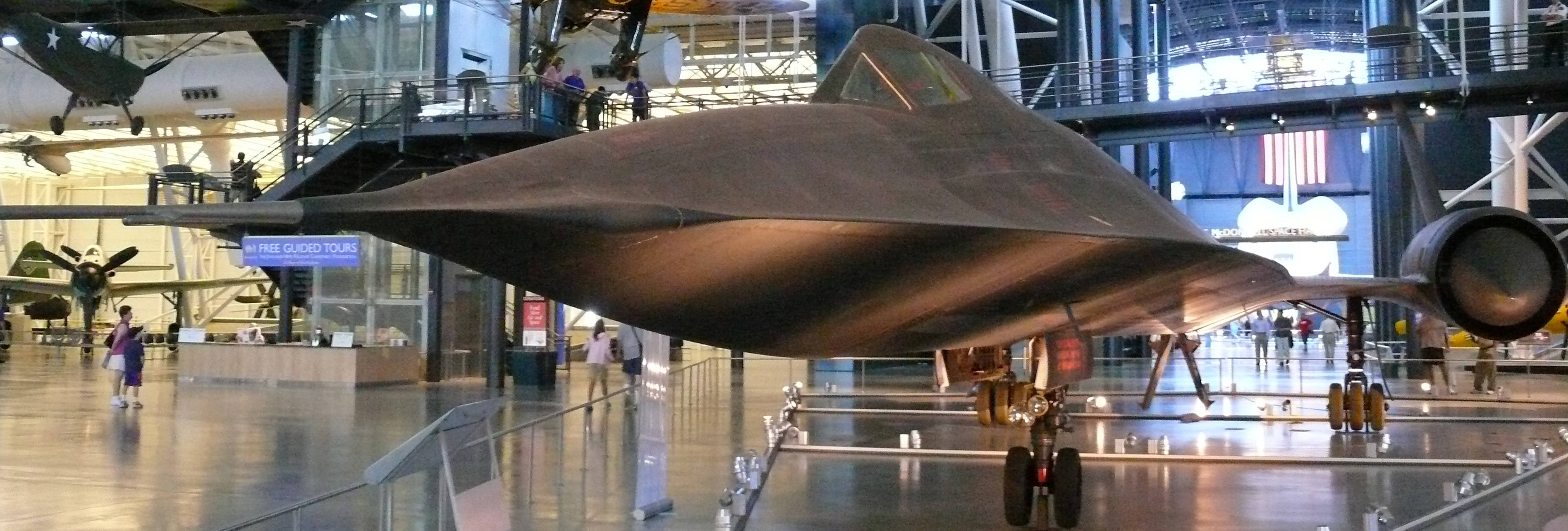
Lockheed SR-71 Blackbird
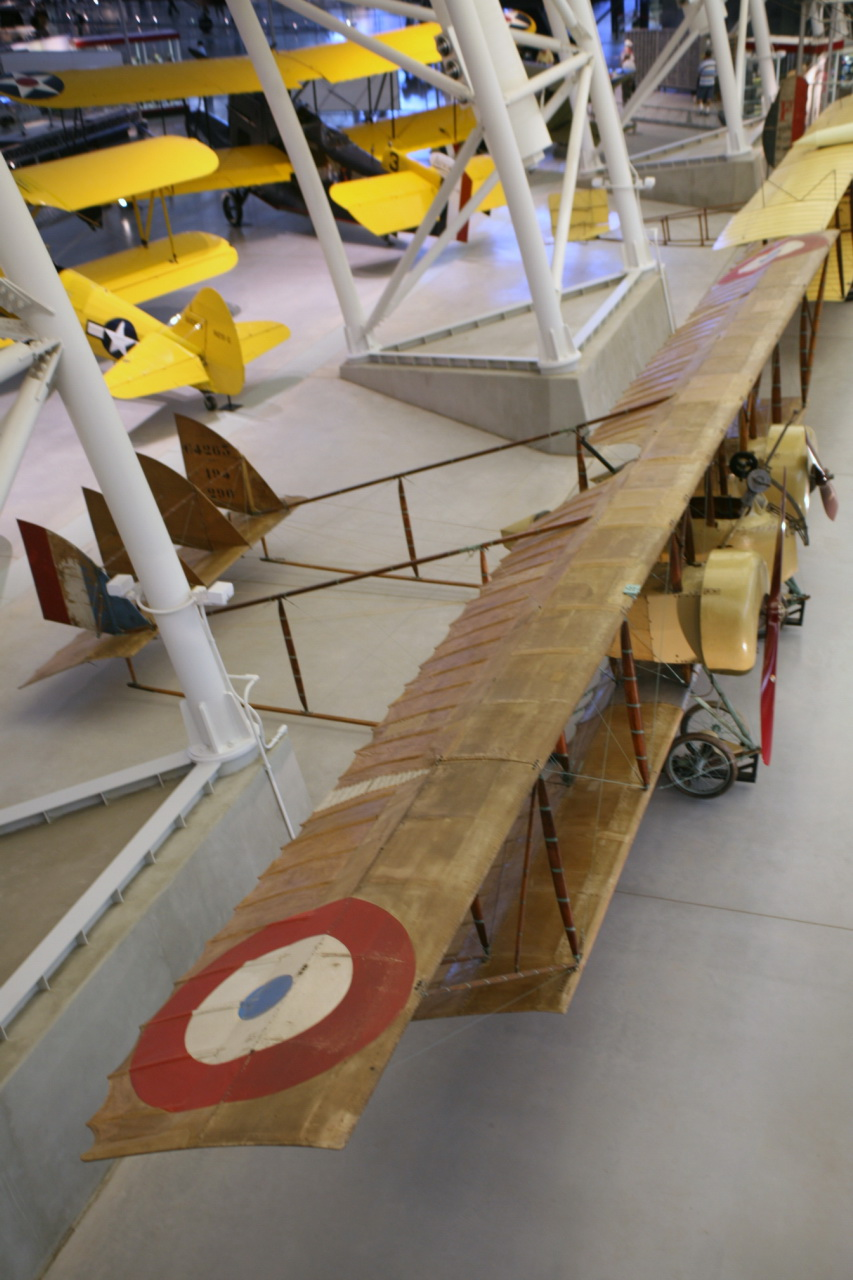
Caudron G-4
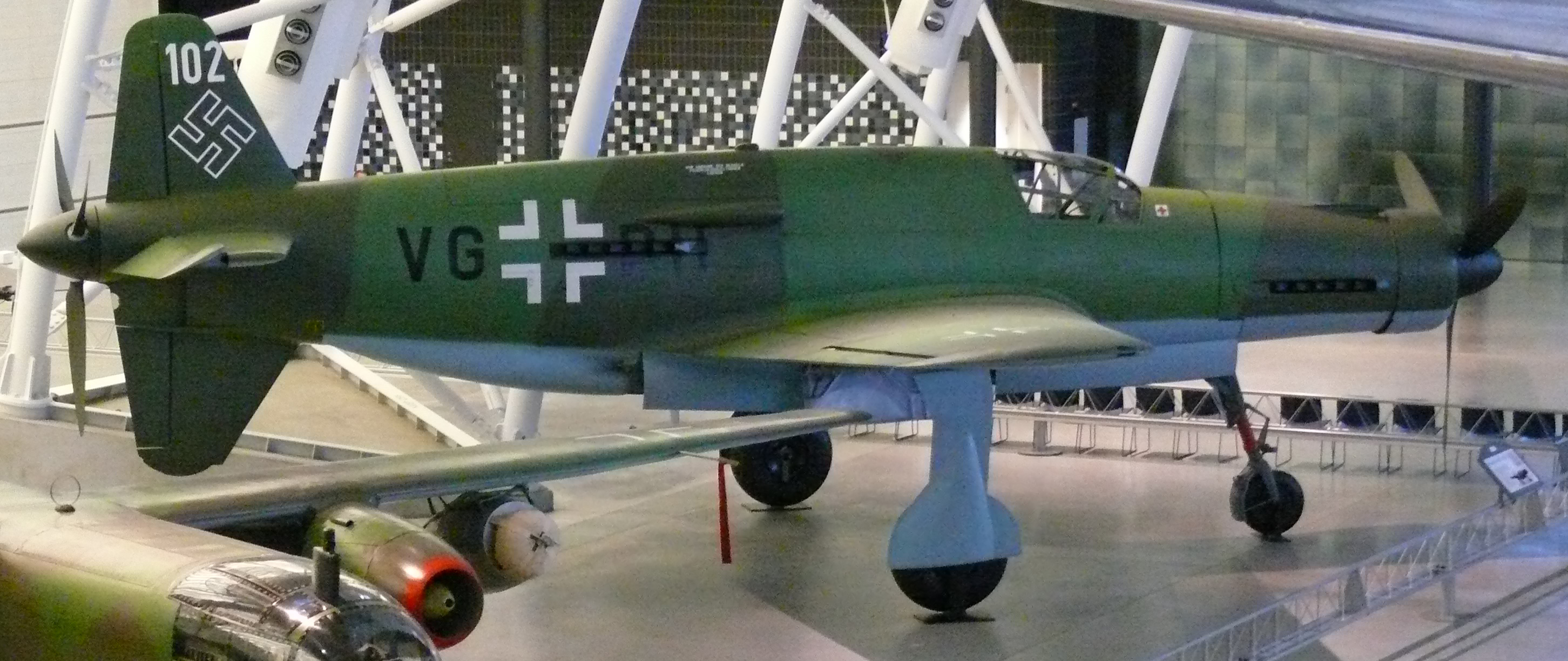
Dornier Do 335
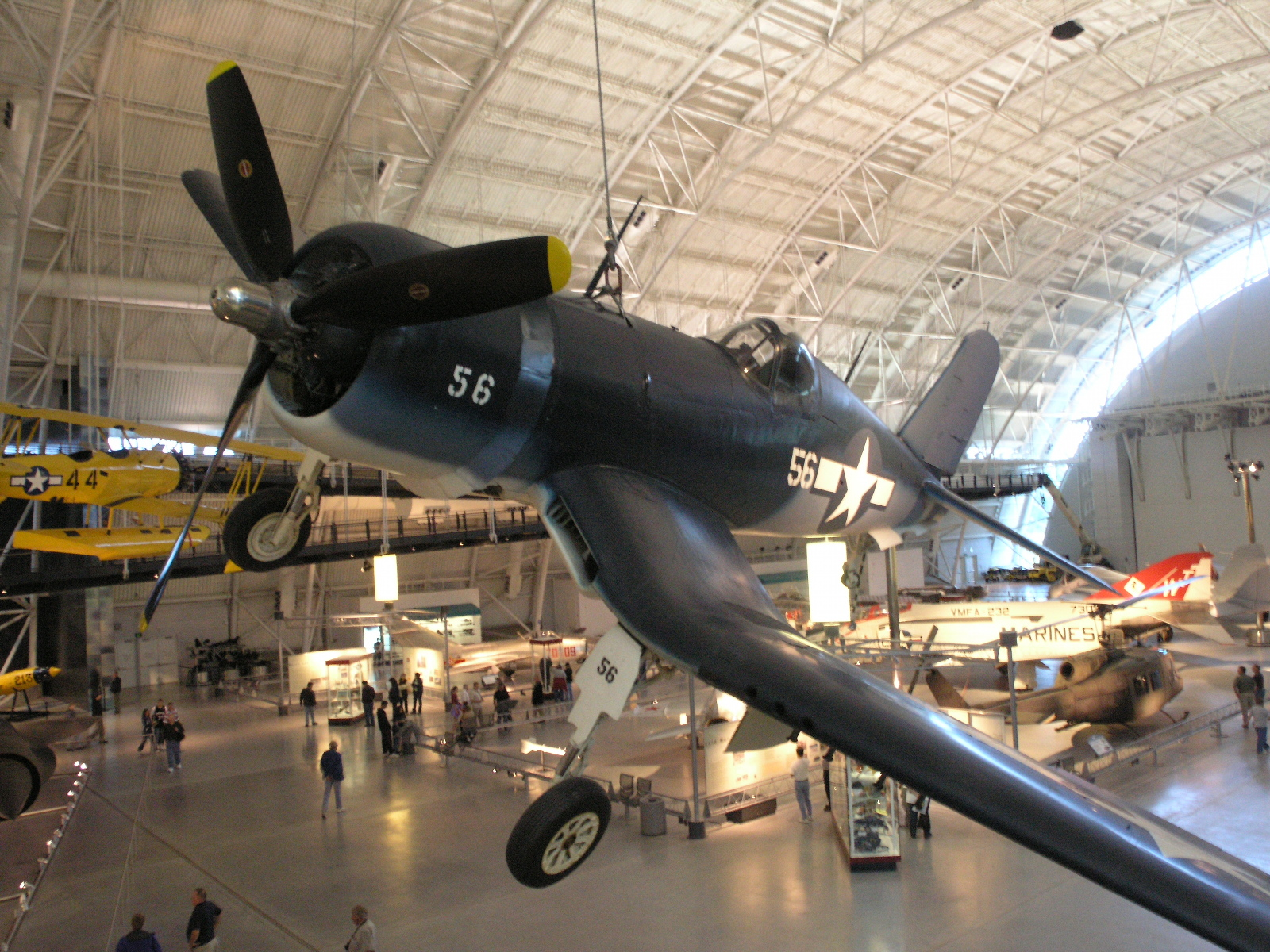
F4U Corsair
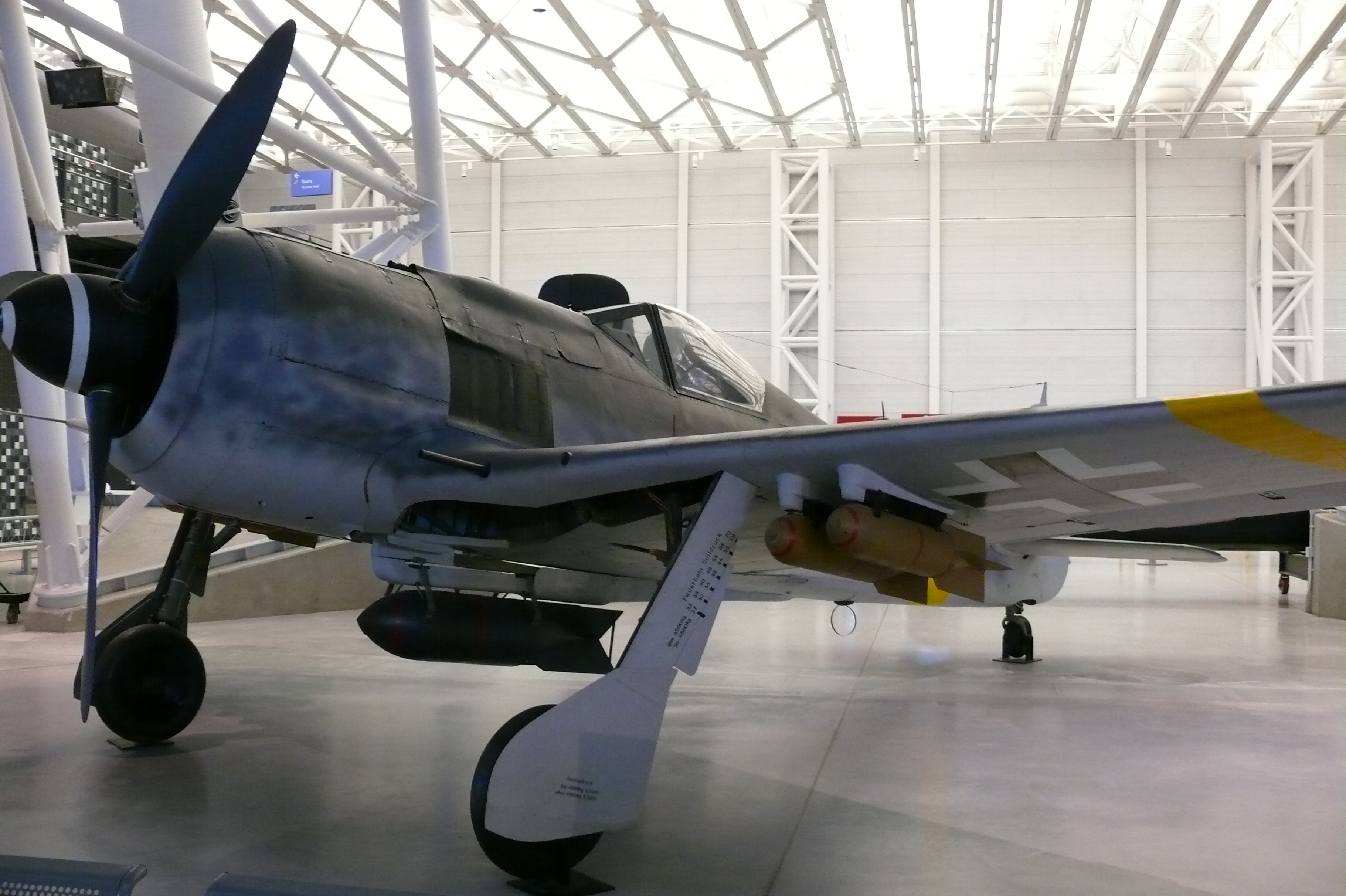
Focke Wulf Fw 190
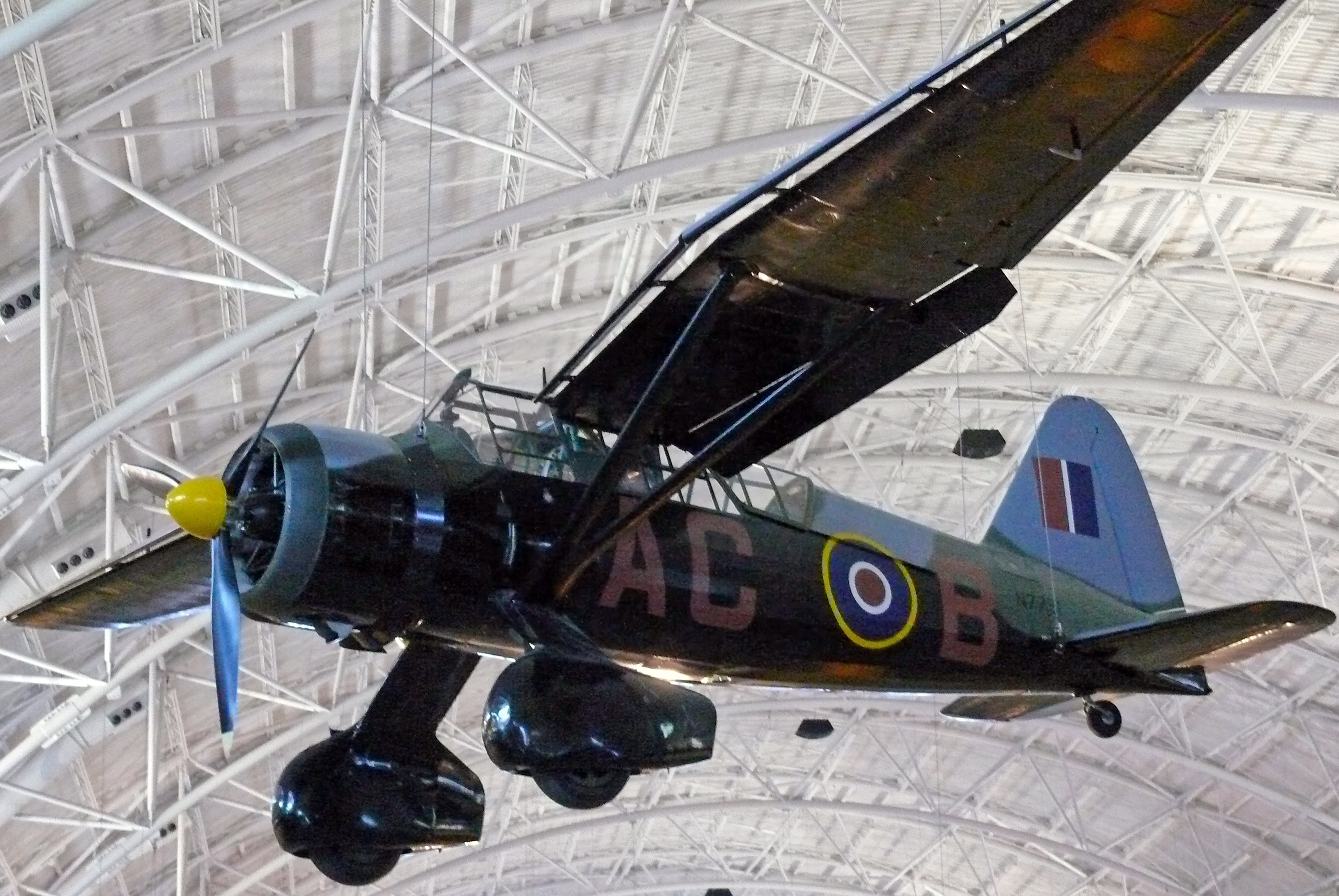
Westland Lysander
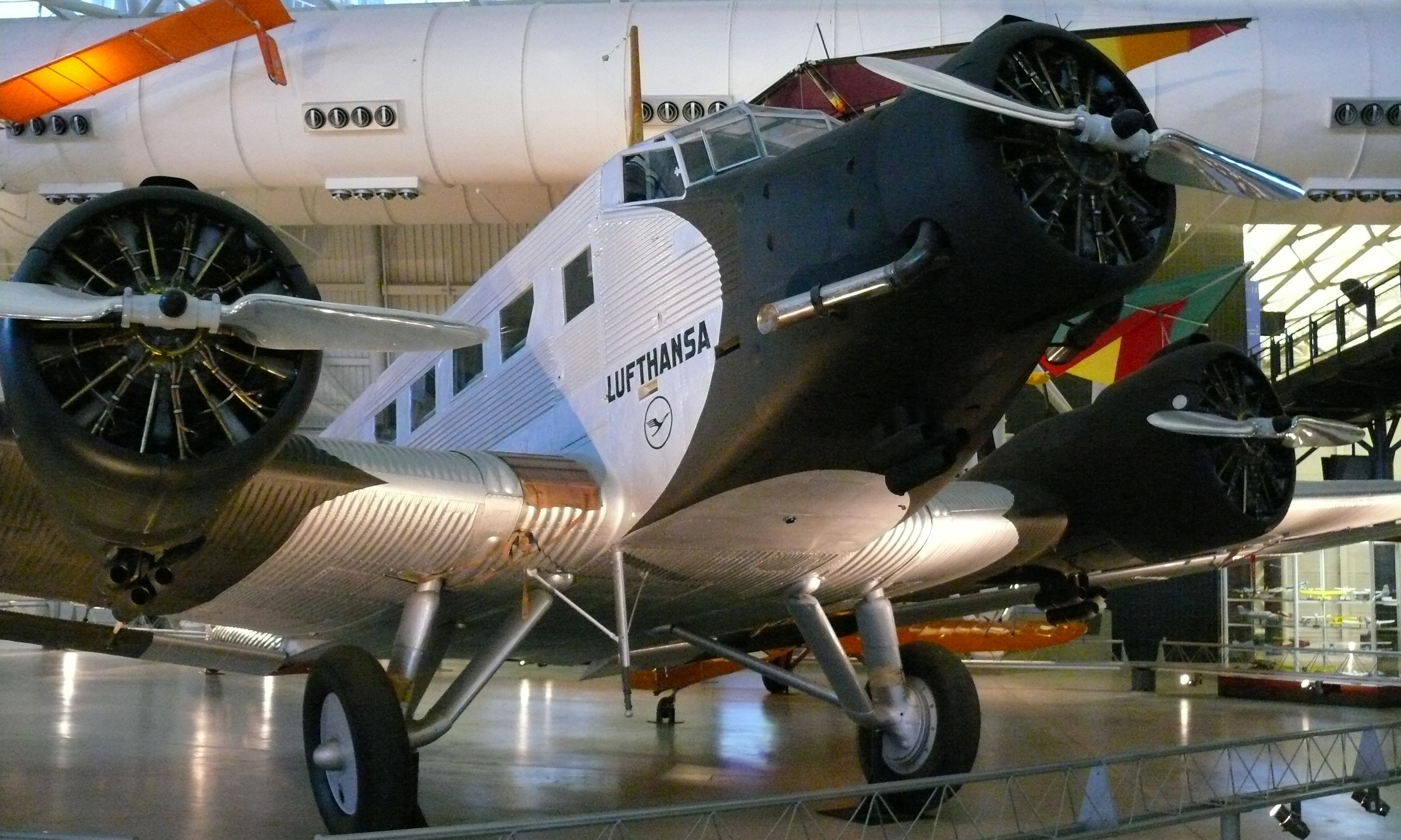
Junkers Ju 52
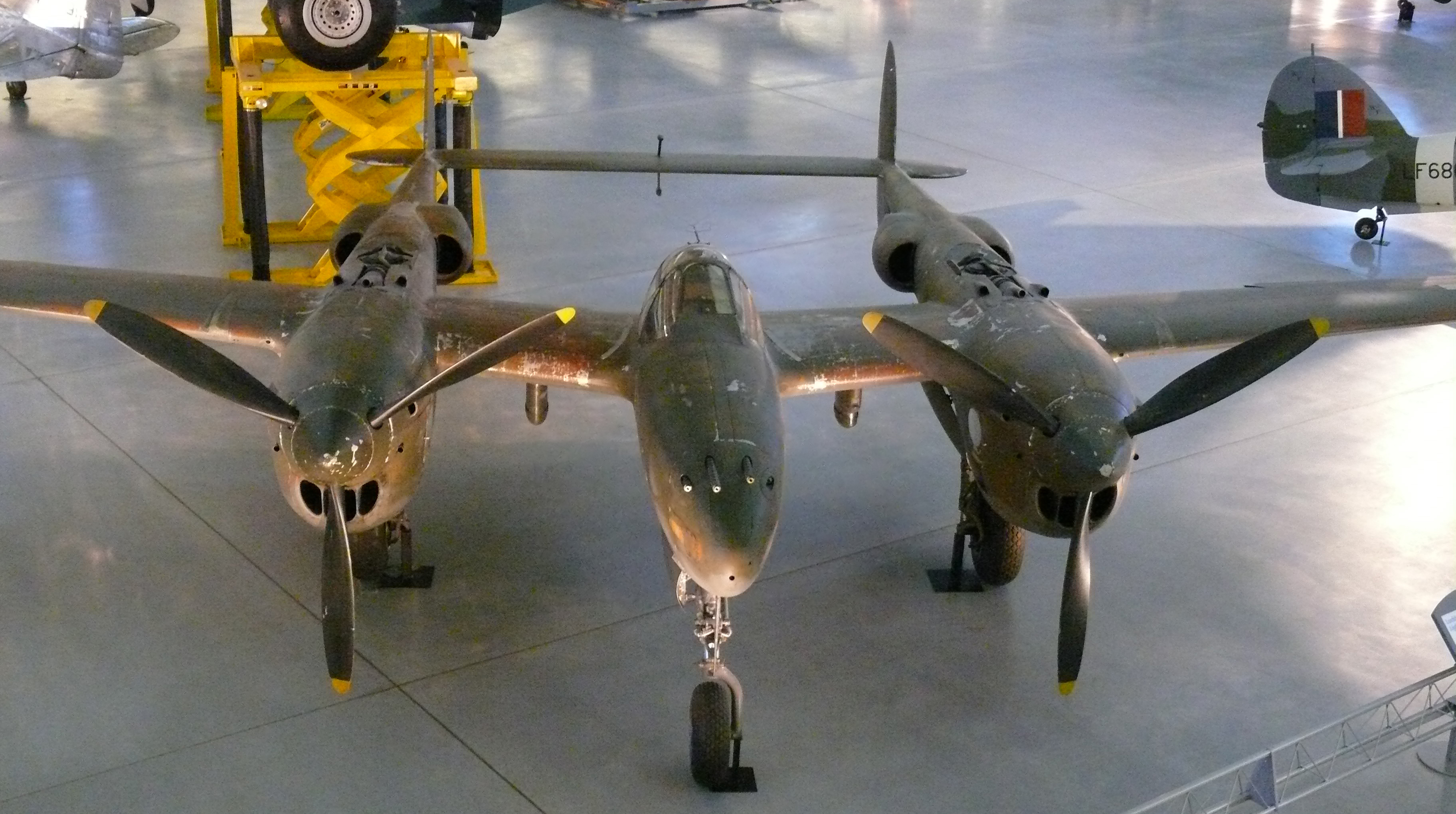
P-38 Lightning
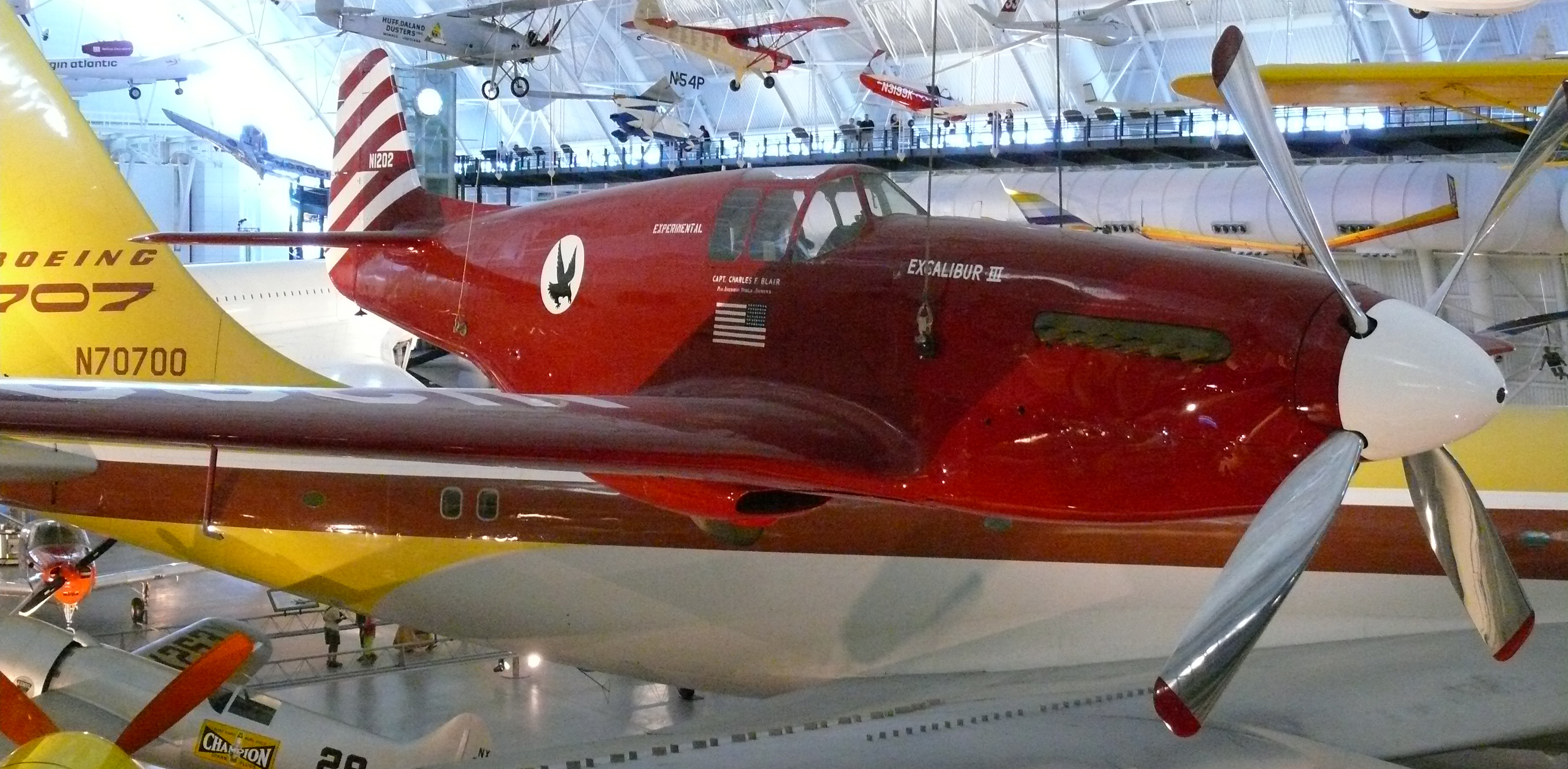
Mustang Excalibur
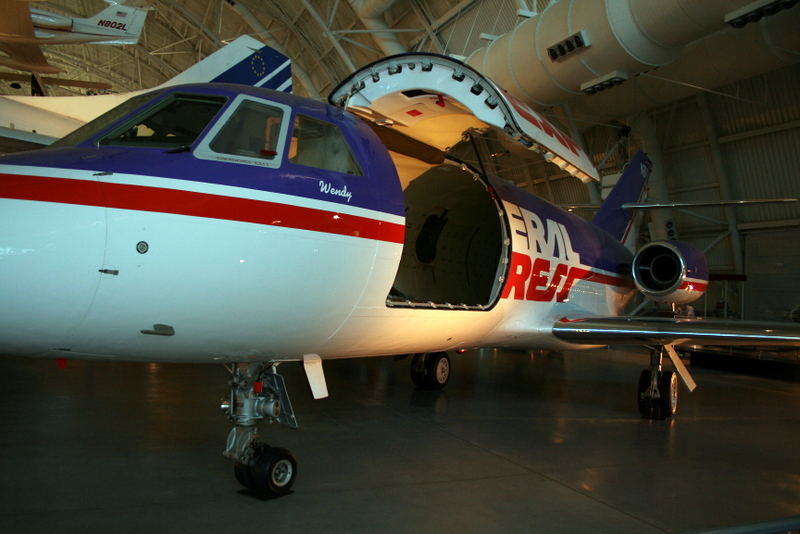
Dassault Falcon 20